# Manhush (huyện)
Huyện Manhush (tiếng Ukraina: Мангушський район, chuyển tự: Manhušsʹkyj rajon) là một huyện của tỉnh Donetsk thuộc Ukraina. Huyện Pershotravnevyi có diện tích 792 km², dân số theo điều tra dân số ngày 5 tháng 12 năm 2001 là 90434 người với mật độ 114 người/km2. Trung tâm huyện nằm ở Manhush.